# Хелмаджу (комуна)
Хелмаджу (рум. Hălmagiu) — комуна у повіті Арад в Румунії. До складу комуни входять такі села (дані про населення за 2002 рік):
- Іонешть (195 осіб)
- Бенешть (265 осіб)
- Бодешть (185 осіб)
- Брустурі (515 осіб)
- Крістешть (128 осіб)
- Лештіоара (63 особи)
- Ляса (278 осіб)
- Поєнарі (253 особи)
- Тіса (270 осіб)
- Хелмаджу (1152 особи) — адміністративний центр комуни
- Цермуре (258 осіб)

Комуна розташована на відстані 340 км на північний захід від Бухареста, 99 км на схід від Арада, 95 км на південний захід від Клуж-Напоки, 119 км на північний схід від Тімішоари.

## Населення
За даними перепису населення 2002 року у комуні проживали 3562 особи.
Національний склад населення комуни:
| Національність | Кількість осіб | Відсоток |
| -------------- | -------------- | -------- |
| румуни         | 3559           | 99,9%    |
| угорці         | 2              | 0,1%     |
| словаки        | 1              | < 0,1%   |

Рідною мовою назвали:
| Мова      | Кількість осіб | Відсоток |
| --------- | -------------- | -------- |
| румунська | 3559           | 99,9%    |
| угорська  | 2              | 0,1%     |
| словацька | 1              | < 0,1%   |

Склад населення комуни за віросповіданням:
| Релігія        | Кількість осіб | Відсоток |
| -------------- | -------------- | -------- |
| православні    | 3428           | 96,2%    |
| п'ятдесятники  | 73             | 2,0%     |
| баптисти       | 45             | 1,3%     |
| римо-католики  | 5              | 0,1%     |
| греко-католики | 5              | 0,1%     |
| адвентисти     | 4              | 0,1%     |
| атеїсти        | 2              | 0,1%     |